# Plaza de los hornos púnicos y fenicios

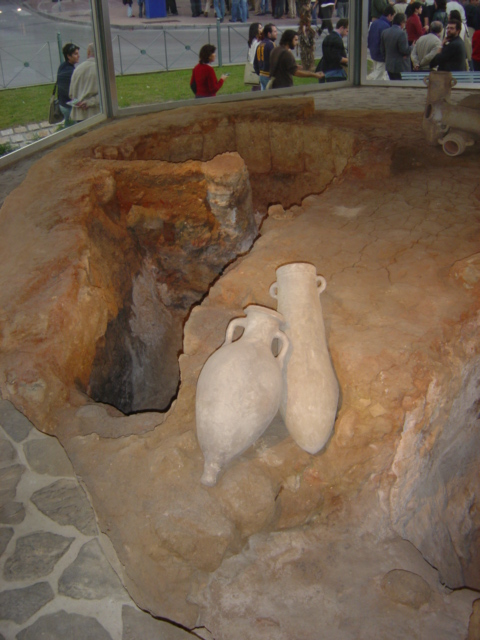
Parte de los restos de los talleres alfareros expuestos en la plaza

La plaza de los Hornos Púnicos y Fenicios es una rotonda donde confluyen tres calles, situada en la zona noroeste de San Fernando (Cádiz).
En el centro de esta plaza se encuentran las grandes estructuras acristaladas que albergan uno de los yacimientos arqueológicos de la ciudad gaditana, los hornos púnicos y fenicios de San Fernando.
 Muy cerca de ella se encuentran el parque del Barrero (junto a él el Real Instituto y Observatorio de la Armada y Torrealta), el parque Almirante Laulhe y el centro de ocio San Fernando Plaza.